# Alek Skarlatos
Aleksander Reed "Alek" Skarlatos (Roseburg, Oregón, 10 de octubre de 1992) es un soldado estadounidense de la Guardia Nacional del Ejército de Oregón, que junto con sus compañeros Spencer Stone y Anthony Sadler, un británico y dos franceses, detuvieron a un hombre armado en un tren que viajaba desde Ámsterdam a París vía Bruselas en agosto de 2015. Skarlatos ha sido galardonado con la Medalla del Soldado del Ejército de los Estados Unidos por el presidente estadounidense Barack Obama, y ha recibido la más alta condecoración francesa, la Legión de Honor, de manos del presidente francés François Hollande, así como la medalla de Arras, Francia. Skarlatos compitió en la temporada 21 de Dancing with the Stars de ABC junto con la bailarina profesional Lindsay Arnold, terminando en el tercer puesto.

## Juventud y carrera
Skarlatos nació en Castro Valley, California hijo de Emanuel Skarlatos, un inmigrante griego que llegó a Estados Unidos cuando era niño, y su exesposa, Heidi Hansen. Skarlatos tiene una madrastra, Karen Skarlatos, y un padrastro, Tom Hansen. Durante su niñez, creció en el Condado de Sacramento, California, donde conoció a Spencer Stone y Anthony Sadler mientras asistía a la escuela en Fair Oaks, California, continuando su amistad hasta la edad adulta. Los tres hombres son descritos como cristianos, con «un profundo fondo religioso y unas fuertes creencias en el servicio a la comunidad». Skarlatos se graduó de la Roseburg High School.
Skarlatos se unió a la Guardia Nacional del Ejército de Oregon en 2012 logrando el rango de Especialista. Completó un despliegue de nueve meses en Afganistán con el 186.º Regimiento de Infantería, 41.º Equipo de Combate de la Brigada de Infantería de la Guardia Nacional del Ejército de Oregón en 2015. El ayudante general en funciones de Oregon se ha referido a Skarlatos como «un verdadero soldado ciudadano que mostró el valor que cada uno de nosotros esperaría encontrar en nosotros mismos». El especialista Skarlatos se volvió a alistar por un período adicional de dos años un mes antes del evento terrorista en un tren francés ocurrido en 2015 por el que se hizo famoso y dejó el ejército en noviembre de 2017.
En octubre de 2016, se anunció que Skarlatos, Spencer Stone y Anthony Sadler harían una aparición en Who Wants to Be a Millionaire como parte de la semana especial del programa «Hometown Heroes» que se estrenaría el 31 de octubre de 2016.

## Atentado del tren Thalys de 2015
El 21 de agosto de 2015, Skarlatos y dos amigos de su pueblo natal de Carmichael, California, viajaban juntos durante sus vacaciones en Europa. Había regresado recientemente de Afganistán, viajó por Alemania y los Países Bajos y a Grecia. Skarlatos se encontraba sentado en un asiento de la ventana del tren 9364 de Thalys 9364 desde Ámsterdam a París vía Bruselas. Un hombre de 25 años de edad marroquí, que se cree que es Ayoub El-Khazzani, estaba en el tren número 12, armado con un rifle de asalto AKM y equipado con 270 cartuchos de munición. Varias personas trataron de detener al terrorista, pero no lo hicieron. El amigo de Skarlatos, Spencer Stone de 23 años, atacó al tirador primero y resultó herido mientras trataba de someterlo. Skarlatos participó en la acción y agarró el rifle del asaltante, golpeándole en la cabeza con el cañón del arma hasta que estuvo inconsciente.

### Reconocimiento internacional

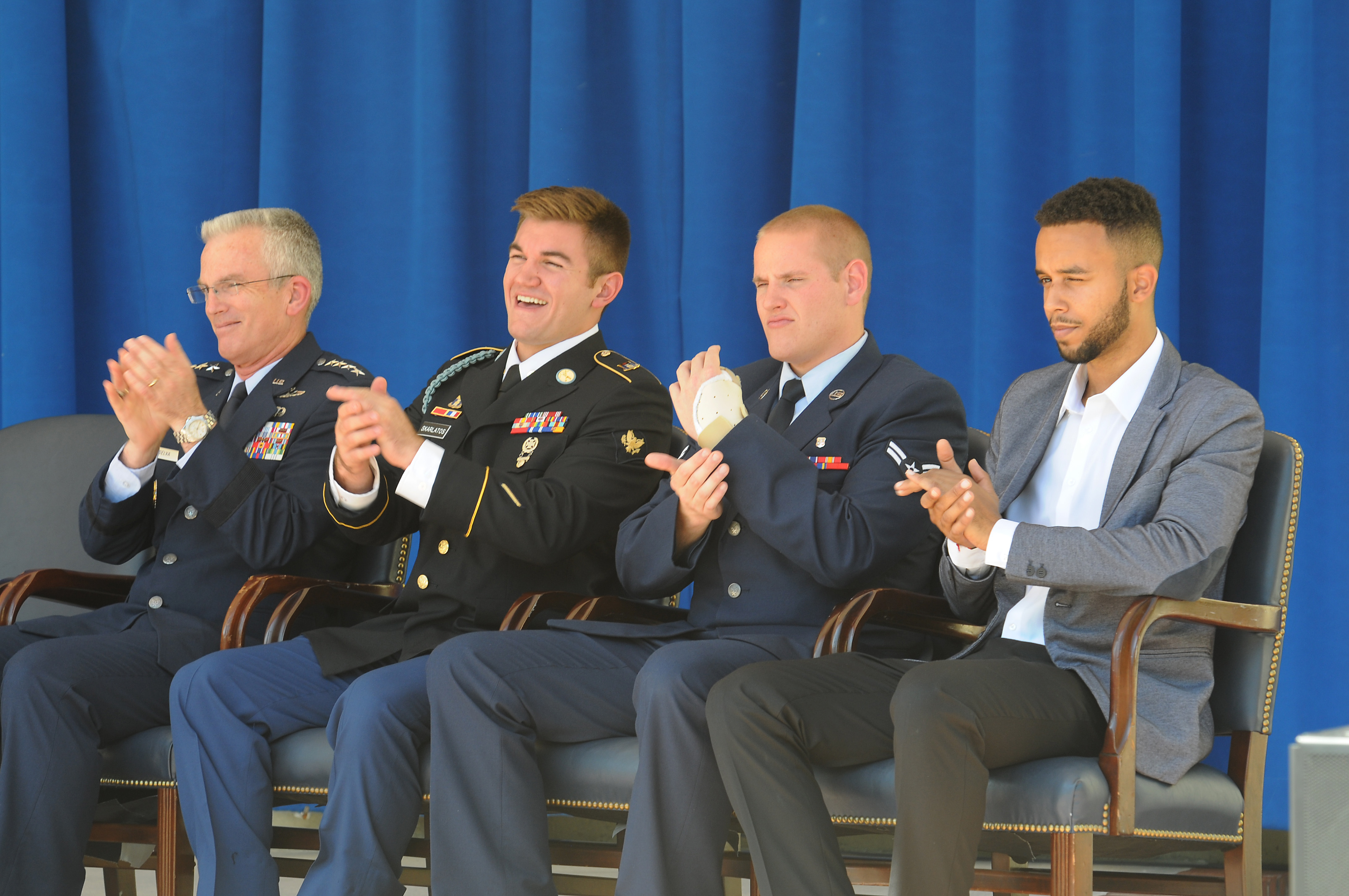
El secretario de Defensa de los Estados Unidos, Ash Carter, otorga la Medalla del Soldado del Ejército de los Estados Unidos a Skarlatos (segundo desde la izquierda), un especialista del ejército; la Medalla del Aviador de la Fuerza Aérea de los Estados Unidos a Spencer Stone (tercero desde la izquierda), una primera clase de aviador y la Medalla de Valor de Defensa del Departamento de Defensa de los Estados Unidos a Anthony Sadler (cuarto desde la izquierda), en una ceremonia en el patio de El Pentágono, el 17 de septiembre de 2015.

Después del ataque, el 22 de agosto de 2015, Skarlatos y sus amigos recibieron atención internacional por su acción para frustrar el ataque. El presidente francés François Hollande concedió a Skarlatos y a sus amigos Spencer Stone y Anthony Sadler, así como al empresario británico Chris Norman, la más alta condecoración de Francia, los Caballeros de la Legión de Honor (Chevaliers de la Légion d'honneur). Hollande dijo que los hombres «se enfrentaron con terror» y «nos dieron una lección de valor, en la voluntad y, por tanto, en la esperanza». El ministro del Interior francés Bernard Cazeneuve, los elogió por su valentía, así como por el primer ministro británico David Cameron.
La Casa Blanca expresó su gratitud por «el coraje y el pensamiento rápido de varios pasajeros, incluidos los miembros de servicio de Estados Unidos, que despreciaron al atacante...». El presidente estadounidense Barack Obama telefoneó a los tres estadounidenses, agradeciéndoles por sus heroicas acciones. El general Philip M. Breedlove del Mando Europeo de los Estados Unidos en Stuttgart, añadió su voz, llamando a los tres héroes estadounidenses por sus acciones, que «ilustran claramente el coraje y el compromiso que nuestros jóvenes tienen todo el tiempo, tanto si están de servicio como si están de vacaciones».
Kevin Johnson, alcalde de Sacramento, California, realizó un desfile para honrar a Skarlatos, Sadler, Stone y las víctimas de los atentados del 11 de septiembre. Megyn Kelly de The Kelly File de Fox News Channel, preguntó a Skarlatos si tenía una apreciación diferente de lo que sucedió cuando el World Trade Center se derrumbó. «Me siento mucho más conectado a ataques terroristas y cosas así y víctimas de ataques terroristas», dijo Skarlatos, «Eso fácilmente podría haber sido nosotros si alguna de seis o siete cosas fuesen de una manera diferente».

## Dancing with the Stars
Skarlatos fue anunciado como competidor en la temporada 21 de Dancing with the Stars. Fue emparejado con la bailarina profesional Lindsay Arnold. Dijo que se inspiró para participar en el programa por Noah Galloway, un soldado que estuvo en la temporada anterior de la serie. Skarlatos y Arnold llegaron a la final del programa y terminaron en el tercer puesto.
| Semana | Baile / Canción                              | Puntajes de los jueces   | Puntajes de los jueces   | Puntajes de los jueces   | Resultado       |
| Semana | Baile / Canción                              | C.I                      | J.H.                     | B.T.                     | Resultado       |
| --- | -------------------------------------------- | ------------------------ | ------------------------ | ------------------------ | --------------- |
| 1 | Foxtrot / «Ten Feet Tall»                    | 8                        | 7                        | 7                        | Sin eliminación |
| 2 | Jazz / «Don't Stop Believin»                 | 8                        | 7                        | 8                        | Salvados        |
| 2 | Quickstep / «American Girl»                  | 7                        | 7                        | 8                        | Salvados        |
| 3 | Tango / «Bad Things»                         | 8                        | 81/9                     | 8                        | Salvados        |
| 4 | Pasodoble / «Wake Me Up»                     | 8                        | 8                        | 8                        | Salvados        |
| 52 | Rumba / «Let It Go»                          | 8                        | 7/73                     | 7                        | Salvados        |
| 6 | Jive / «Jailhouse Rock»                      | 8                        | 8/74                     | 7                        | Salvados        |
| 7 | Vals vienés / «Haunted»                      | 9                        | 8                        | 8                        | Salvados        |
| 7 | Equipo Freestyle / «Ghostbusters»            | 9                        | 10                       | 9                        | Salvados        |
| 8 | Contemporáneo / «Holding Out for a Hero»     | 9                        | 8                        | 8                        | Salvados        |
| 8 | Duelo de Samba / «Lean On»                   | No ganaron puntos extras | No ganaron puntos extras | No ganaron puntos extras | Salvados        |
| 9 | Salsa / «Back It Up»                         | 8                        | 8                        | 8                        | Salvados        |
| 9 | Pasodoble en equipo / «We Will Rock You»     | 8                        | 8                        | 8                        | Salvados        |
| 10 (Semifinal) | Vals / «America the Beautiful»               | 10                       | 10                       | 10                       | Salvados        |
| 10 (Semifinal) | Duelo de Chachachá / «Fun»                   | No ganaron puntos extras | No ganaron puntos extras | No ganaron puntos extras | Salvados        |
| 10 (Semifinal) | Tango argentino / «Ex's & Oh's»              | 9                        | 9                        | 9                        | Salvados        |
| 11 (Final) | Rumba / «The Pieces Don't Fit Anymore»       | 9                        | 9                        | 9                        | Salvados        |
| 11 (Final) | Freestyle / «Marchin On»                     | 10                       | 10                       | 10                       | Salvados        |
| 11 (Final) | Rumba & Tango fusión / «A Sky Full of Stars» | 9                        | 9                        | 9                        | Tercer puesto   |
| 1Puntaje dado por el juez invitado Alfonso Ribeiro. 2Por los «cambios de pareja», Skarlatos bailó con Emma Slater y Arnold con Carlos PenaVega. 3Puntaje dado por el juez invitado Maksim Chmerkovskiy 4Puntaje dado por la juez invitada Olivia Newton-John. |                                              |                          |                          |                          |                 |

## Premios y condecoraciones
| Air Assault Badge                                                    |
| Insignia de Puntería de Expertos con una barra de armas              |
| 41.º División de Infantería de Identificación de Servicio de Combate |
| 186.º Regimiento de Infantería Insignia Distintiva de Unidad         |
| 1 Banda de Servicio                                                  |
| 1 Banda de Servicio en el Extranjero                                 |

| Medalla del Soldado                                                      |
| Medalla de Logro del Ejército                                            |
| Mención meritoria de la unidad del ejército                              |
| Medalla de Buena Conducta                                                |
| Medalla de Servicio en la Defensa Nacional                               |
| Medalla de Campaña de Afganistán con dos estrellas de servicio de bronce |
| Medalla de Servicio Mundial contra el Terrorismo                         |
| Medalla de la Reserva de las Fuerzas Armadas con el emblema "M"          |
| Cinta del Servicio del Ejército                                          |
| Cinta de Servicio en el Extranjero                                       |
| Medalla OTAN al servicio de la ISAF                                      |
| Legión de Honor, Caballero (Francia)                                     |
| Cita de la Unidad Presidencial de la República Filipina                  |
| Medalla de Servicio Distinguido de Oregon                                |
| Medalla del Servicio Fiel de Oregón con el emblema "M"                   |

- Skarlatos también recibió la medalla de la ciudad de Arras, Francia.[34]
- Recibió la Medalla Humanitaria EANGUS[36][37]
- Recibió la NGAUS[38] Valley Forge Cross por heroísmo[39][40]

## Filmografía
| Año  | Título             | Papel    | Notas                                                                                                   |
| ---- | ------------------ | -------- | --- |
| 2018 | 15:17 Tren a París | Él mismo | Película basada en las memorias de Skarlatos del mismo título; el rodaje comenzó el 11 de julio de 2017 |